# Суперкубок Італії з волейболу серед жінок 2013
Суперкубок Італії з волейболу серед жіночих команд 2013 року — 18-й розіграш турніру, який відбувся 23 листопада в П'яченці. Переможцем стали господарі майданчика — найсильніша команда минулого сезону.

## Учасники
| Команда                 | Місто     | Досягнення                                              |
| ----------------------- | --------- | ------------------------------------------------------- |
| «Нордмекканіка Ребеккі» | П'яченца  | Переможець чемпіонату і кубка Італії в сезоні 2012—2013 |
| «Імоко»                 | Конельяно | Фіналіст чемпіонату Італії в сезоні 2012—2013           |

## Фінал
| Дата       | Час |                                    | Рахунок |                     | Сет 1 | Сет 2 | Сет 3 | Сет 4 | Сет 5 | Всього | Звіт  |
| ---------- | --- | ---------------------------------- | ------- | ------------------- | ----- | ----- | ----- | ----- | ----- | ------ | ----- |
| 23.11.2013 |     | «Нордмекканіка Ребеккі» (П'яченца) | 3–0     | «Імоко» (Конельяно) | 25–22 | 25–10 | 25–10 |       |       | 75–42  | [ 1 ] |

| 4                | Мануела Леджері ()    | 9  |
| 5                | Робін де Крюйф        | 6  |
| 6                | Ліза Ван Гекке        | 13 |
| 7                | Флортьє Мейнерс       | 12 |
| 10               | Франческа Ферретті    | 1  |
| 11               | Стефанія Сансонна (л) |    |
| 13               | Івана Брамборова      | 2  |
| 14               | Валерія Каракута      |    |
| 16               | Лючія Босетті         | 13 |
| Резерв:          |                       |    |
| 1                | Вірджінія Поджі       |    |
| 2                | Федеріка Валеріано    |    |
| 9                | Еліза Манцано         |    |
| 17               | Лісбет Віндевогель    |    |
| Головний тренер: |                       |    |
| Джованні Капрара |                       |    |

| 3                | Карлі Ллойд            |    |
| 6                | Валентина Фіорін       | 2  |
| 8                | Беріт Кауффельдт       | 2  |
| 9                | Мелісса Дона           | 1  |
| 10               | Моніка Де Дженнаро (л) |    |
| 13               | Раффаелла Каллоні ()   | 7  |
| 14               | Емілія Ніколова        | 14 |
| 15               | Марта Бекіс            |    |
| 16               | Крістіна Барчелліні    | 6  |
| 17               | Валентина Тіроцці      | 2  |
| 18               | Дженні Барацца         | 2  |
| Резерв:          |                        |    |
| 5                | Александра Клінеман    |    |
| 7                | Карлотта Дамінато      |    |
| Головний тренер: |                        |    |
| Марко Гаспарі    |                        |    |